# Akodon cursor
Akodon cursor е вид бозайник от семейство Хомякови (Cricetidae).

## Разпространение
Видът е разпространен в Аржентина и Бразилия.